# Elizabeta, grofica Vermandoisa
Elizabeta (francuski Élisabeth; 1143. — 28. ožujka 1183.), poznata i kao Izabela Mabille (Isabelle Mabille), bila je francuska plemkinja, koja je vladala kao grofica Vermandoisa 1168. — 1183. Također, bila je flandrijska grofica supruga 1159. — 1183. 
Elizabetini su roditelji bili Rudolf I., grof Vermandoisa i njegova druga žena, Pétronille Akvitanska, čija je sestra bila Eleonora Akvitanska. Papa Inocent II. smatrao je brak Elizabetinih roditelja nevažećim. Nakon smrti Elizabetina oca, grof Vermandoisa postao je Elizabetin brat, Rudolf II. Godine 1159., Elizabeta se udala za Filipa I., grofa Flandrije, dok se sljedeće godine Elizabetin brat oženio Filipovom sestrom Margaretom. Budući da Rudolf i Margareta nisu imali djece, Elizabeta je brata naslijedila 1167. te je vladala s mužem, kojem nije rodila djecu.
Filip je 1175. otkrio da Elizabeta ima ljubavnika, kojeg je dao ubiti te je također potpuno preuzeo vlast nad Vermandoisom, što je odobrio Luj VII., kralj Francuske. Dana 28. ožujka 1183., Elizabeta je umrla u Arrasu. Pokopali su ju u katedrali u Amiensu te ju je naslijedila mlađa sestra, Eleonora.